# Dźwiękogra
Dźwiękogra – polski program dla dzieci stworzony i prowadzony przez Krystynę Kwiatkowską. Teleturniej emitowany był w TVP 1. Od 2014 powtarzany na TVP ABC.
W roli Bemola – współprowadzącego wystąpił Ryszard Bazarnik. 
Quiz muzyczny dla dzieci, które podczas zabawy poznają trzy nowe instrumenty muzyczne. Gra polega na zapamiętywaniu sekwencji dźwięków i obrazków. Uczestnicy otrzymywali drobne nagrody rzeczowe.